# Симонс, Пьер
Пьер Симонс (фр. Pierre Simons, 20 января 1797, Брюссель — 14 мая 1843, в море на пути из Бельгии в Гватемалу) — бельгийский инженер (при рождении — гражданин Франции, позднее — Объединённого Королевства Нидерландов, с 1830 года — гражданин Бельгии). Пионер железных дорог, совместно с Гюставом Де Риддером составил проект строительства железных дорог Бельгии, первая из них (линия Мехелен — Брюссель) стала первой железной дорогой на европейском континенте.

## Биография
Пьер Симонс родился в Брюсселе 20 января 1797 года в семье каретного мастера. Каретная фирма его отца пользовалась известностью во всей Европе. Пьер Симонс рано продемонстрировал интерес к техническим наукам и одарённость (вплоть до того, что его считали вундеркиндом).
Карьера Симонса началась в 1815 году, когда он начал работать инженером на временной должности в Министерстве общественных работ. На этой работе он познакомился с инженером Жаном-Батистом Вифкеном, который быстро распознал талант Симонса. Впоследствии Симонс работал под руководством Вифкена над разными проектами, прежде всего в области строительства каналов. После Бельгийской революции Симонс работал на строительстве канала Брюссель — Шарлеруа (Вифкен был главным инженером этого проекта). На этом же проекте был занят Гюстав де Риддер.
Вскоре после революции и независимости бельгийское правительство начало задумываться о строительстве железных дорог. Составление проекта железных дорог Бельгии было поручено правительством Симонсу и Де Риддеру. Два инженера хорошо дополняли друг друга: в то время как Де Риддер отличался активным и предприимчивым характером, Симонс был кабинетным учёным, предпочитавшим не покидать рабочее бюро. После приятия закона о строительстве железных дорог 31 июля 1834 года Симонс был назначен главным инженером проекта. В день торжественного открытия первой линии Мехелен — Брюссель 6 мая 1835 года Симонсу было пожаловано звание «Главного инженера второго класса». Однако он отказался от этого звания, мотивируя это тем, что это было бы несправедливо по отношению к Де Риддеру, которого он называл «коллегой и братом» (фр. un collègue, un frère). Это было неслыханной дерзостью.
В 1838 году Адольф Кетле присвоил Симонсу звание академика Бельгийской академии наук.
После строительства первой линии Симонс был переведён во Льеж для строительства железных дорог. Здесь получил звание Главного инженера первого класса. Однако общее утомление, вызванное напряжённой работой, и личная трагедия (во Льеже у Симонса умерла жена) лишили его энергии. В 1841 году его отправили в отставку.
В начале 1840-х годов в Бельгии было создана Бельгийская компания колонизации (фр. Compagnie belge de colonisation), целью которой было создание бельгийской колонии в Гватемале. Симонс согласился на участие в этом проекте. Он отправился в Гватемалу на шхуне «Луиза-Мария», но заболел и умер на бору 14 мая 1843 года. Его тело было похоронено в море.